# 樹病学
樹病学（じゅびょうがく）は、森林生態系に影響を与える生物及び非生物を原因とする病気、主に菌類の病原体とその媒介者を研究する学問である。元は植物病理学の一分野であった。

## 樹病学の歴史
日本国内では病害としての記事が少なく、大部分が肉眼で認められる病原体の本草学的記述に限られており、樹病は植物界に於ける奇妙な現象としてしか捉えられていなかった。
一方で、近世の樹病研究はドイツで発展した。1866年、ハインリヒ・モーリッツ・ヴィルコムは樹病に関する著書『Die mikroskopischen Feinde des Waldes』を世に出している。
アルバート・ベルンハルト・フランクは1880年、著書『Die Krankheiten der Pflanzen』の中で樹病に触れた。樹病学は1882年にロベルト・ハルティヒの著書『Lehrbuch der Baumkrankheiten』で植物病理学から分科され学問的体系付けがなされた。ハルティヒはそれ以前にも林木の重要病害や木材腐朽現象に関して著述しており、ハーバート・ハイス・ウェッツェルは後にハルティヒを「樹病学の父」と呼んでいる。
明治の樹病研究は病原の決定とその名称を明らかにする分類と同定の時代である。日本では、文明開化期に入ると植物病理学が輸入される。1882年3月発行の大日本山林会会誌の質疑応答欄に「樹木ノ病ヲ醫スル法ヲ問」と書かれた記事が存在し、人体医学と関連付けた抽象的な樹病と病原との因果関係が最初に論ぜられた。これは解説記事であったが、樹病に関する学術論文は1888年に田中延次郎の書いた「あをき つばき やぶにくけいの葉に黑き斑點を形成する菌の形狀の比較及び其發生」が日本で最初である。当時の論文の多くは縦書きで平仮名ではなく片仮名を使う漢文訓読調の文語体であったが、この論文は横書きで平仮名を用いて話し言葉に近い平易な口語で書かれた。

## 非生物的要因
森林に影響を与える非生物的要因は数多い。例えば旱魃、冬の乾燥や、雹、雪、雨等の降水の過不足による湛水が挙げられる。風倒は森林やその木の安定性を明らかに、そして直接的に失わせる為、重要な要因となる。
人為的な物であれ落雷に因る物であれ、山火事やそれに関連する要因も森林に影響を与える。
人為的な要因は非生物、生物の影響で森林の損傷を引き起こす可能性を高める。例えば、建設機械に因って土壌の性質が変化する可能性がある。
非生物的要因と生物的要因が同時に森林に影響を与える場合もある。例えば、風速が時速80kmであれば健康な木は被害を受けないが、病原菌で根腐れを起こしている多くの木の風倒が発生する。
その他の非生物的要因
- 栄養素の不安定や欠乏
- 温度
- 除草剤
- 除氷に使われる塩
- 大気汚染

## 生物的要因
- 菌類
  - 子嚢菌門
    - Hymenoscyphus fraxineus
    - ケナンギウム属（英語版）

  - 担子菌門
    - 多孔菌
    - ツリガネタケ（英語版）
    - ナラタケ属
    - マツノネクチタケ

  - 不完全菌
- 卵菌
  - エキビョウキン
- 細菌
  - スピロプラズマ属（英語版）
  - ファイトプラズマ
  - リケッチア
- ウイルス
- 昆虫
  - アオナガタマムシ
  - カミキリムシ
  - キクイムシ
  - ブドウネアブラムシ（フィロキセラ） - 日本やヨーロッパのブドウ畑に壊滅的な被害を出した（19世紀フランスのフィロキセラ禍）。
  - ノンネマイマイ（英語版）

Amylostereum areolatumがノクチリオキバチに因って広がる様に、生物的要因の中には協調して作用する物もある。

## 寄生植物
多くの寄生植物は熱帯や亜熱帯を起源とし、根と根の接触を通して木に寄生する。

## 動物
木は線形動物、哺乳類に属する草食動物のブラウジングの標的となる。ブラウジングはツリーシェルターで防げる。

## 感染症
- クリ胴枯病 - 東アジアから流入し、1904年にアメリカグリへの感染が発覚。1950年までにアパラチア山脈の木の約4分の1を占めていた栗は事実上絶滅した（病気に強い品種改良種などはある）[5]。
- 五葉マツ類発疹さび病
- 天狗巣病
- ニレ立枯病

## 症状
症状は病原体に左右される。
- 萎凋病
- 潰瘍 (植物)（英語版）
- 環状剥皮（英語版）
- 立ち枯れ
- 胴枯れ（英語版）
- 根腐れ
- バール (植物)（英語版）
- 白化 (植物)
- 葉焼け
- 虫瘤
- ドランケン・ツリーズ（英語版） ‐ 酔っぱらった木々の意。酔っぱらい木とも訳される[6]。永久凍土の溶解によって地面が沈み込む現象（サーモカルスト）[7]や地震や地滑りによって引き起こされる可能性が示唆される[8]。